# الوقف (شقراء)
الوقف، هي قرية من فئة (ب) تقع في محافظة شقراء، والتابعة لمنطقة الرياض في السعودية. وتبعد الوقف عن محافظة شقراء بمسافة تقارب () كم.